# Serrat de Roca Roia
El Serrat de Roca Roia és un serrat de l'antic terme de Sapeira, de l'Alta Ribagorça, afegit el 1970 al terme de Tremp, del Pallars Jussà.
Arrenca de la mateixa Noguera Ribagorçana, prop del Mas d'Arturo, al nord-oest de la Ribereta, i va pujant cap a llevant, decantant-se una mica cap al nord, per assolir la Roca Roia, de 59,7 m. alt., i continuar pujant fins a la Collada de Ribot, de 911,4.